# Francesco Scagliola
Francesco Scagliola (Melito di Porto Salvo, 28 settembre 2000) è un velista italiano.

## Biografia
Nato in Calabria, cresce a Reggio Calabria. Numero velico: ITA-353. 
Inizia a praticare il windsurf a 8 anni. Nel 2012, all'età di soli 11 anni, vince a Torbole il campionato mondiale di windsurf della sua categoria (under-13),  l'anno successivo arriverà secondo ad Alacati. Dal 2013 domina la scena nazionale e internazionale vincendo gran parte delle regate della sua categoria.
Nel 2016, si aggiudica il titolo mondiale per la categoria junior a Torbole, inoltre riesce ad ottenere la wild card per poter partecipare ad una delle tappe del tour mondiale per professionisti di windsurf, esordisce quindi tra i professionisti all'età di 15 anni all'evento di Fuerteventura mettendosi subito in evidenza. Gli anni successivi verrà chiamato a disputare più tappe del tour professionistico.